# Ooltewah
Ooltewah è un census-designated place (CDP) degli Stati Uniti d'America, situato nello stato del Tennessee, nella contea di Hamilton.